# Campofrío
Campofrío este o localitate în Spania în comunitatea Andaluzia, provincia Huelva. În 2009 avea o populație de 808 locuitori.